# Уранові слюдки
Уранові слюдки — група мінералів — водних фосфатів і арсенатів уранілу та двовалентних металів (понад 40 мінеральних видів і різновидів). Найбільш поширені фосфати з числа У.с.: отеніт, водний отеніт, натрієвий отеніт, метаотеніт, салеїт, ураноцирцит, метаураноцирцит, торберніт, пржевальськіт, фосфоураніліт; арсенати: натрієвий ураноспініт, метаураноспініт, новачекіт, хейнрихіт, метахейнрихіт, цейнерит, метацейнерит, вальпургіт.
Уранові слюдки — мінерали урану, загальною властивістю яких є дуже хороша і тонка (пласткоподібна) спайність (слюда) і яскравий колір (жовтий, зелений, помаранчевий, червоний). Завдяки подібним кристалічним структурам деякі уранові слюдки можуть утворювати змішані кристали один з одним або орієнтовані спайки (епітаксії). Наприклад, часто зустрічаються кристали, які складаються з ураноцирциту в ядрі і мають торбернітовий обідок. Багато уранових слюдок також флуоресцюють під ультрафіолетовим світлом.

## Опис
Кристалічна структура шарувата. Міжшарові катіони: Na, К, Са, Cu, Ва, Mn, Pb, Bi, Mg, Al, Fe і Н. Сингонія ромбічна або тетрагональна. Спайність досконала за (001). Утворює порошкуваті, землисті, лускуваті аґреґати, пластинчасто-таблитчасті кристали. Структура кристалів типово шарувата. Шари утворені подвійними листами тетраедричних груп ХО4, з'єднаних між собою катіонами U6+. Між цими шарами розташовані інші катіони та молекули води.
Загальна формула А (UO2)2(XO4)2·nH2O, где А — H3O, Na, К, Ca, Ba, Cu, Mg та ін., а Х — Р або As. Містить близько 30 мінеральних видів, головні мінерали — Торберніт та Отеніт.
Густина 3,2-6,89. Твердість 2-3. Колір яскраво-жовтий, зелений, рожевий. Блиск перламутровий. Внаслідок яскравого забарвлення і ультрафіолетової люмінесценції служать однією з пошукових ознак родовищ уранових руд. Утворюються в кислому та нейтральному середовищах і звичайно поширені в зоні окиснення гідротермальних та осадових родовищ, де вони утворюють тонколистуваті та порошкуваті аґреґати, а також зустрічаються в пегматитах, що містять уран. Рідкісні мінерали.

## Поширення
Знахідки: Сент-Сімфор'єн, Ла-Торш (Франція), Яхімов (Чехія) та інш. Син. — ураніти. Див. також слюдки.